# Wietse van Alten
Wietse Cornelis van Alten (* 24. September 1978 in Zaandam) ist ein niederländischer Bogenschütze. Er war Bronzemedaillengewinner bei den Olympischen Sommerspielen 2000 in Sydney.
Van Alten begann im Alter von sieben Jahren mit dem Bogenschießen. Der erste große internationale Wettkampf, an denen van Alten teilnahm, war die Weltmeisterschaft im Bogenschießen 1999. Dort wurde er Achter und sicherte mit dieser Platzierung den Niederlanden einen Startplatz bei den Olympischen Spielen 2000.
In Sydney drang van Alten überraschend bis in das Halbfinale vor. Dort unterlag er aber dem späteren Olympiasieger Simon Fairweather aus Australien. Im Kampf um Platz 3 erzielte van Alten dann aber im Duell mit dem Schweden Magnus Petersson mit 114 Punkten aus 12 Pfeilen die höchste Punktzahl des gesamten Turniers und gewann die erste Medaille für die Niederlande im Bogenschießen seit 1920. Im Mannschaftswettbewerb wurde er mit dem niederländischen Team Neunter.
Eine Verletzung und die daraufhin notwendige Operation am Ellbogen zwang ihn 2001 zu einer Pause. 2003 feierte van Alten bei den Weltmeisterschaften im Bogenschießen in New York mit zwei sechsten Plätzen im Einzel- und im Mannschaftswettbewerb ein erfolgreiches Comeback.
Bei den Olympischen Spielen 2004 in Athen trat van Alten im Einzelwettbewerb zur Verteidigung seiner Bronzemedaille an. Nach der Qualifikation lag er mit 661 Punkten aus 72 Pfeilen auf Rang 14. In der Runde der letzten 64 gewann er sein Duell mit Ricardo Merlos aus El Salvador knapp mit 152:151. In der zweiten Runde unterlag er dann aber dem Italiener Ilario Di Buò mit 160:164 und schied aus. In der Endabrechnung belegte van Alten Platz 27.
Besser lief es zusammen mit seinen Teamkollegen Pieter Custers und Ron van der Hoff. Im Mannschaftswettbewerb erreichten sie Platz 5.